# Emily Swallow
Pour les articles homonymes, voir Swallow.
Emily Swallow est une actrice américaine, née à Washington le 18 décembre 1979.

## Biographie

### Enfance
Alors qu'elle étudie à la Stanton College Preparatory School durant le lycée, Emily Rebecca Swallow commence déjà à travailler en tant que comédienne au théâtre de Jacksonville en jouant dans des pièces telles que Into the Woods, The Mystery of Edwin Drood ou encore The Merry Wives of Windsor.
En 2001, elle obtient un B.A. (Bachelor Of Arts) spécialisé dans le Moyen-Orient à l'université de Virginie dans le but de devenir agent du Service extérieur américain.
Finalement, elle passe une audition à l'université de New York. Elle quitte alors la Floride et étudie à l'une des écoles de l'université spécialisée dans l'art : la Tisch School of the Arts dans laquelle elle obtient un MFA (Master of Fine Art).

### Carrière
Elle commence en tant que comédienne au Broadway Theatre en jouant notamment dans High Fidelity. Elle interprète également des pièces de Shakespeare : Beaucoup de bruit pour rien au festival Shakespeare in the Park mais aussi Le Roi Lear, La Mégère apprivoisée ou encore Le Songe d'une nuit d'été. Elle continue avec la pièce La Chatte sur un toit brûlant au Guthrie Theater à Minneapolis.
Tout en continuant à jouer au théâtre, elle se lance dans la télévision et décroche son premier rôle en 2006 dans le feuilleton télévisé Haine et passion. Enchaînant les petits rôles, elle réussit à en décrocher un récurrent dans la série Southland en 2009, pour 5 épisodes.
En 2012, Elle crée, en collaboration avec la comédienne Jac Huberman, une pièce de théâtre (plus proche d'un Show), intitulée Jac 'N Swallow au Laurie Beechman Theater à New York.
En 2013, elle joue dans la pièce Nice Fish mise en scène par Mark Rylance et Louis Jenkins au Guthrie Theater. Par la suite, elle obtient des rôles récurrents dans des séries comme Monday Mornings (Dr Michelle Robidaux) ou Mentalist (agent du FBI Kim Fischer) à partir du milieu de la Saison 6 où elle ne restera qu'une saison.
En 2015, elle obtient le rôle d'Amara dans la 11e saison de Supernatural.
En 2019, elle joue le rôle de l'armurière mandalorienne dans la série télévisée de l'univers Star Wars The Mandalorian. Dans la série Seal Team, elle obtient également le rôle récurrent de Nathalie Pierce, une psychologue scientifique chargée de conduire des recherches pour identifier les risques des opérations militaires à long terme.
En 2020, elle joue le personnage d'Emily dans le jeu vidéo The Last of Us Part II.

## Filmographie

### Films
- 2008 : The Lucky Ones : Brandi

### Séries télévisées
- 2006 : Haine et Passion : Regina (1 épisode)
- 2007 : Jericho : une infirmière (1 épisode)
- 2007 : Flight of the Conchords : Becky (1 épisode)
- 2007 : Journeyman : chef de sécurité (1 épisode)
- 2009 : Medium : Erica Duvall (1 épisode)
- 2009 : N.C.I.S.: Enquêtes spéciales : Darlen Kelp (1 épisode)
- 2010 : The Odds : Becca Facelli (1 épisode)
- 2009-2010 : Southland : Dina Clarke (5 épisodes)
- 2011 : The Good Wife : Mandy Cox (1 épisode)
- 2011 : Ringer : détective Elizabeth Saldana (3 épisodes)
- 2013 : Ironside : Tabitha Gates (1 épisode)
- 2013 : Monday Mornings : Dr Michelle Robidaux (10 épisodes)
- 2013 : Rizzoli & Isles - Autopsie d'un meurtre : Elizabeth Keating (1 épisode)
- 2013-2014 : Mentalist : Kim Fischer (14 épisodes)
- 2015 : Girlfriends' Guide to Divorce : Carla (2 épisodes)
- 2015 : Beauty and the Beast : Mrs. Zalman (1 épisode)
- 2015-2016 : Supernatural : Amara/Les Ténèbres (7 épisodes)
- 2016 : How to Get Away with Murder : Lisa Cameron (2 épisodes)
- 2017 : Elementary : Bree Novacek (épisode 7)
- 2017 : Castlevania : Lisa Tepes (2 épisodes)
- 2018 : Timeless : Bethsabée Pope (1 épisode)
- 2019 : Instinct : Allyson Randolph (1 épisode)
- 2019 : Seal Team : Nathalie Pierce
- 2019 -...: The Mandalorian : l'armurière
- 2021: Le Livre de Boba Fett: l'armurière

### Jeux vidéo
- 2020 : The Last of Us Part II : Emily

## Distinctions
- Falstaff Awards de la « Meilleure comédienne »
  - 2010 : La Mégère apprivoisée : Kate